# Gara Mangalia
Gara Mangalia este o gară care deservește municipiul Mangalia, județul Constanța, România.